# ICTV (Fernsehsender)
ICTV (englisch: International Commercial Television) ist ein privater Fernsehsender in der Ukraine. Dank seiner Reichweite können 56,6 Prozent der ukrainischen Bevölkerung das Programm empfangen. Damit ist der Sender in Bezug auf die Abdeckung der viertgrößte in der Ukraine (hinter dem staatlich kontrollierten UT1 und den privaten Sendern Inter und 1+1), und nach Bewertungen der Zuschauer der drittbeliebteste noch vor UT1. Der Sitz des Senders ist in Kiew.
Besitzer des Senders ist die StarLightMedia, die vom ukrainischen Unternehmer Wiktor Pintschuk gegründet wurde, der auch über verschiedene Beteiligungen gemeinsam mit seiner Frau Hauptanteilseigner ist. Es wurde am 15. Juni 1992 erstmals ausgestrahlt und sendet seit 1995 rund um die Uhr.
Nach der Annexion der Krim durch Russland  stellte der Sender sein Programm in Sewastopol am 9. März 2014 um 14:30 Uhr ein.
Seit dem russischen Überfall auf die Ukraine ist es Teil des Telemarathons „Die vereinten Nachrichten“.

## Kontroversen
Seit 2014 wurde der ICTV-Sender für die Ausstrahlung russischer Serien kritisiert. Laut den Überwachungsergebnissen der Kampagne „Boykottiert russische Filme“ im September sendete dieser Kanal täglich 7 Stunden und 40 Minuten russische Inhalte. Am Ende des Monats nahm der Anteil russischen Ursprungs 43 Prozent der gesamten Sendezeit in Anspruch.  Laut Aktivisten zeigt ICTV auch die meisten Serien über russische Strafverfolgungsbehörden und die Armee.

## ICTV2
Am 15. Dezember 2022 hat der National Council of Ukraine on Television and Radio Broadcasting die Lizenz „ICTV Ukraine“ neu ausgestellt und ihren Namen in „ICTV2“ geändert. Der Inhalt des erneuerten TV-Kanals besteht aus Serien, Shows und Filmen in voller Länge. Die Umbenennung erfolgte am 17. Dezember

Am 22. Dezember desselben Jahres erteilte der Nationalrat eine befristete Sendegenehmigung für „ICTV2“ während der Zeit des Kriegsrechts in der Ukraine für die Ausstrahlung im Multiplex MX-2 des digitalen Rundfunknetzes DVB -T2. Der Sender begann am nächsten Tag, dem 23. Dezember, mit der Ausstrahlung im Netzwerk.

## Logos

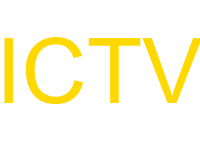
Das erste Logo des Fernsehsenders vom 15. Juni 1992 bis 27. August 1995.
Das zweite Logo des Senders vom 28. August 1995 bis 17. September 2000.
Das dritte Logo des Senders vom 18. September 2000 bis 31. August 2003.
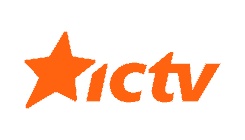
Das vierte Logo des Fernsehsenders vom 1. September 2003 bis 30. November 2005.
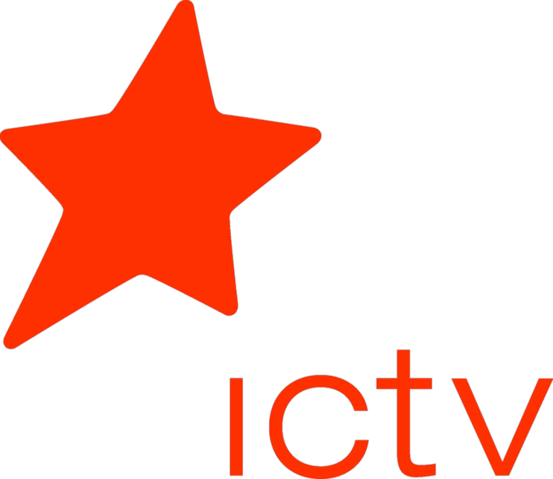
Das fünfte Logo des Fernsehsenders vom 1. Dezember 2005 bis 31. August 2015
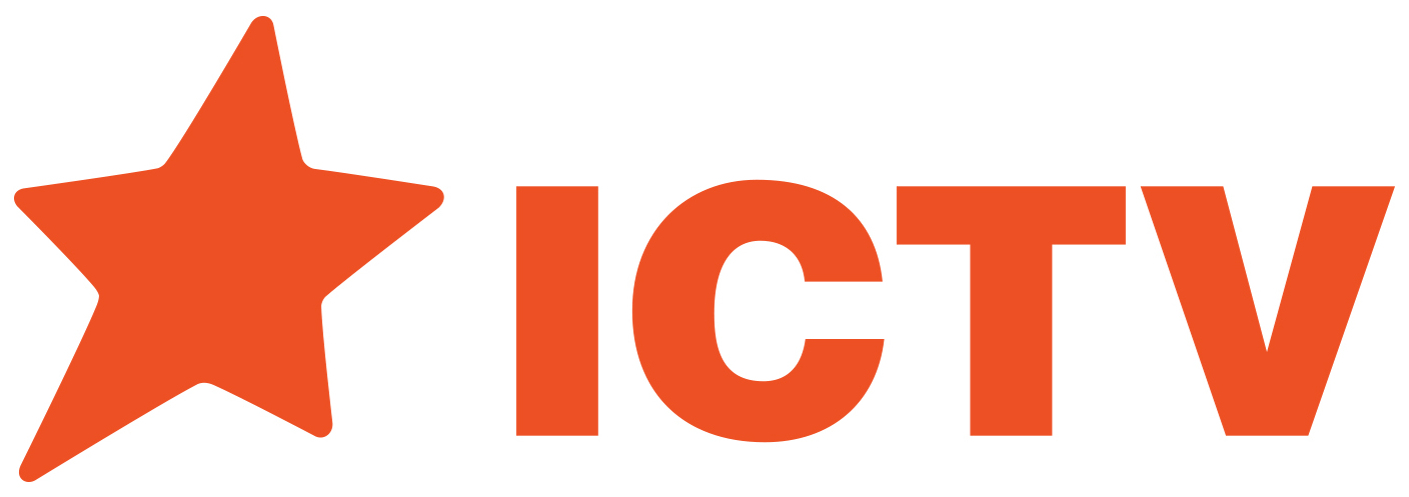
Das sechste Logo des Fernsehsenders vom 1. September 2015 bis 21. September 2017.
Siebtes Logo des Fernsehsenders vom 22. September 2017 bis heute.
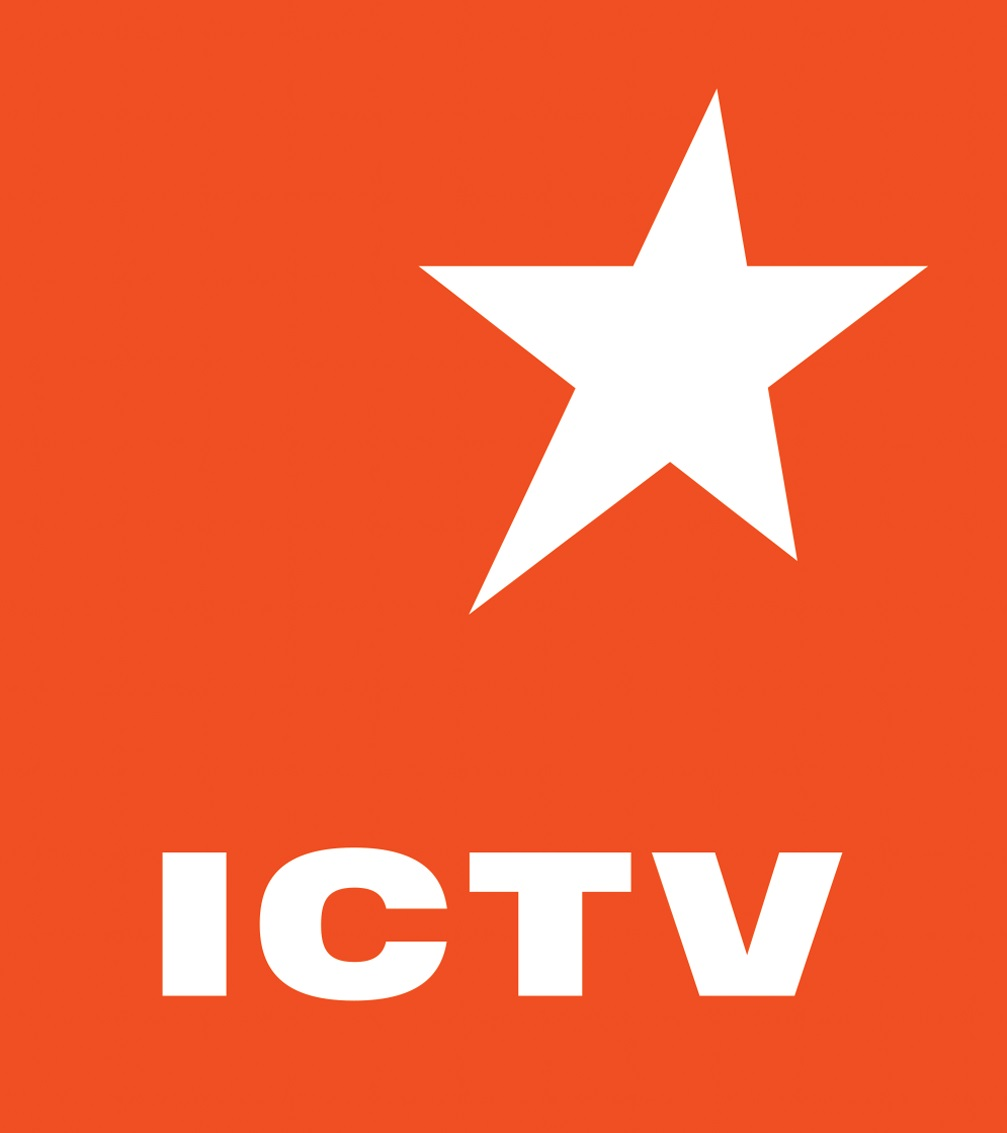
Das siebte Logo des Fernsehsenders, welches parallel in  Ansagen und Bildschirmschonern sowie auf der offiziellen Website und in den Medien verwendet wird.